# АТ конектор (тастатура)
АТ порт, конектор или прикључак је врста рачунарског порта, конектора или прикључка који се раније углавном користио за прикључивање тастатуре са рачунаром.
Налазио се најчешће на позадини личних рачунара. Од средине 1990-их година је углавном замијењен са мањим PS/2 портом.

## Распоред пинова
Распоред пинова се може видјети на слици.
- Пин 1 - Сатни пулс („клок“), (CLK)
- Пин 2 - Подаци ван из тастатуре, (DATA)
- Пин 3 - Није спојено, (Not connected), ресет на старијим тастатурама
- Пин 4 - Минус вод, (GND)
- Пин 5 - Напајање из рачунара, + 5 V, (Vcc)